# 东北雨蛙
东北雨蛙（学名：Dryophytes japonicus），又名日本雨蛙，为雨蛙科雨蛙属的两栖动物。在台灣及澎湖地區，其書本及口語的說法，自1989年後都是以日本雨蛙稱之。

## 分布
分布于日本北海道和屋久岛，以及黑龙江沿岸的朝鲜和中国东北黑龙江、辽宁、吉林、内蒙等地。该物种的模式产地在日本。

## 外形特征
东北雨蛙体长3至4厘米，身体雌性比雄性要大。有褐色的斑纹从鼻孔伸延至眼和耳。前肢有4趾，后肢有5趾，在趾尖都附有圆形吸盘。这些吸盘能帮助东北雨蛙在草木间跳跃移动，以及攀爬玻璃等垂直面。
东北雨蛙腹部肤色为白色，背部肤色为黄绿色。背部的颜色可以转变，形成灰褐色的斑纹，是保护色的其中一个例子。东北雨蛙会因应四周的环境、温度、湿度和明暗等转变分秘荷尔蒙令皮肤的色素细胞扩张或收缩，以改变皮肤颜色。另外，有些东北雨蛙个体会因色素细胞变异使皮肤颜色呈蓝色或黄色。
东北雨蛙的皮肤上有一层润滑的粘膜，粘膜能分泌毒素防止身体被细菌感染。人类用手接触东北雨蛙，其毒素虽然对身体没有太大影响，不过若然毒素接触到伤口，又或用接触过东北雨蛙的手去接触眼或口，不但会引起剧烈痛楚，毒素入眼更可能会引致失明。不仅于东北雨蛙，凡是接触过任何生物之后都请谨记要清洗双手。

## 生态
尽管青蛙一般都在水边栖息，东北雨蛙却适应在树上生活，一般栖息于水边的植物或森林之中。东北雨蛙在春季到秋季活动，冬季会在温度差较小的地下冬眠。
东北雨蛙为肉食性，会捕食细小的昆虫和蜘蛛等等。东北雨蛙只对会动的物体有反应，因此不会吃昆虫的尸体和静止的物体。东北雨蛙在捕食时会先飞扑到猎物身边，用短小的舌头压倒猎物，然后张开大口将其吞噬。如果猎物太大，东北雨蛙会利用眼球将口中的猎物推到喉头帮助吞食。在夜间，东北雨蛙会出现在人家的窗前或自动贩卖机的灯光前，捕食灯光招来的昆虫。 
东北雨蛙的天敌有鹭和赤翡翠等鸟类、虎斑颈槽蛇和东亚腹链蛇等蛇类、鼬鼠和狸猫等哺乳类。其他如黑斑蛙等大型蛙类、田鳖、大红娘华和龙虱等肉食水生昆虫亦会猎食东北雨蛙。另外，有一种步行虫的幼虫会寄生在东北雨蛙等小型蛙身体上，慢慢吸食其血液，最终令其死亡。
东北雨蛙的体色与施氏树蛙和森树蛙很相似。我们可以靠体型和斑纹分别出东北雨蛙：东北树蛙的体型较小，而且有褐色的斑纹由鼻孔伸延至眼睛。
只有雄性的东北雨蛙会发出「呱呱」的叫声。雄性的喉咙附近有声囊，可以产生共鸣，放大声带发出的叫声。
东北雨蛙的繁殖期主要在春季。在繁殖期的晚上，在水田附近可以听到东北雨蛙的叫声此起彼落，视乎地方有时更可以听到东北雨蛙们的大合唱。雄性利用这种叫声让雌性知道自己的位置。这种叫声称为「宣告叫声」（Advertisement call）。
蛙类一般在繁殖期才会鸣叫。可是，东北雨蛙就如其名，就算在非繁殖期的下雨时分，在日间也会发出叫声。这种告知「要下雨了」的叫声，在英语里称为Rain call 或 Shower call。

## 生活史
到了春天，成年东北雨蛙会聚集在水田或池塘的水边。在这个时候雄性的声囊会变成啡色，从外观上可以容易分辨出雄性和雌性。当雌性借着雄性的叫声靠近，雄性会从背部抱着雌性紧贴对方。一对雨蛙会在紧贴状态下游到水面，以倒立的姿势产卵和放精。几个受精卵会被像寒天一样的幼细绳子捆在一起漂在水面，最后缠到植物的茎部等地方。
受精卵会急速进行细胞分裂，视乎水温等各种环境因素大约2至3天后会孵化。刚孵化的幼体呈褐色，拥有外鳃。鳃会逐渐移入体内，变成蝌蚪。东北雨蛙的蝌蚪全身褐色，并带有浅色的斑纹，这与全身黑色的蟾蜍类蝌蚪不同。东北雨蛙的蝌蚪的细小口里有像锉一样的牙齿，用来将动植物的尸骸或藻类削成细小状方便进食。大约一个月左右蝌蚪便会长成青蛙。在成长过程中，蝌蚪的尾部会长出后肢，同时前肢会在体内形成。当后肢发育成熟，前肢会从鳃长出，而尾部则会慢慢缩短。身体的褐色会慢慢变淡，同时背部会渐渐变成黄绿色。东北小雨蛙在尾部变短的时候会离开水面上陆，各奔前程。东北雨蛙的寿命大约有数年。另外，东北雨蛙能利用吸盘爬到四周被围墙围着的水源中产卵。

## 栖息环境
由于东北雨蛙长有发达的吸盘，能够在垂直面移动，因此不太受在水田、 农场修整工程和水路工程里常使用的U字形坑渠，以及在冬季U字形坑渠所引致的旱田化所影响。可是，有报告指出由于农场修整导致泥土表面变硬，东北雨蛙无法避开干燥的环境和猎食者、令其族群密度减少。如果想保护东北雨蛙不让它的族群密度减少，在设置管道时可以选用聚氯乙烯的管道。